# کاساندان
کاساندان یا کاسادان یا کَساندان، همسر کوروش بزرگ، از خاندان هخامنشی بود. او خواهر هوتن متحد داریوش بزرگ و دختر فرناسپ اشراف‌زاده هخامنشی بود. بنا بر نوشته هرودوت او مادر کمبوجیه دوم جانشین و پسر کوروش بزرگ و همچنین مادر بردیا پسر کوچکتر کوروش بزرگ بود.
بنا بر نوشته هرودوت، کوروش بزرگ او را بسیار دوست می‌داشت و هنگامی که او درگذشت دستور داد تا تمام اتباع شاهنشاهی برای او عزاداری بزرگی برپا کنند. این گزارش در سالنامه نبونید آمده است که وقتی همسر پادشاه فوت کرد، در بابل از ۲۷ آدار تا ۳ نیسان(۲۱–۲۶ مارس سال ۵۳۸) عزاداری عمومی برپا شد. بسیار محتمل است که مرگ کاساندان باعث آن عزاداری باشد. مری بویس حدس می‌زند او در بنایی که به آن زندان سلیمان می‌گویند، در پاسارگاد به خاک سپرده شده باشد.

## فرزندان
به گفته محمد داندامایف حاصل ازدواج او و کوروش ۵ فرزند بود؛ کمبوجیه، بردیا، آتوسا، آرتیستون و دختری که نامش ذکر نشده است. به گفته داندامایف، دختر چهارمی احتمالاً رکسانا بود.
هرودوت از دختر کوروش آتوسا که ابتدا با کمبوجیه سپس با گئومات مغ و سپس داریوش بزرگ ازدواج کرد نام می‌برد، اما در هیچ جای کتاب تاریخ هرودوت ذکر نشده است که آتوسا و دختر دیگر کوروش به نام آرتیستون (همسر داریوش بزرگ)، نام مادرشان کاساندان بوده است.
کتزیاس از رکسانا به عنوان همسر کمبوجیه یاد کرده است. مشخص نیست که کمبوجیه در روایت کتزیاس چند همسر داشته یا اینکه آیا یکی از همسرانش خواهر او بوده یا خیر. کتزیاس از رکسانا فقط به عنوان یک شریک ازدواج یاد کرده است و خانواده او ناشناخته هستند.